# Erlend Engelsvoll
Erlend Engelsvoll (17 november 1975) is een voormalig Noors wielrenner. Engelsvoll won het Noors Kampioenschap ploegentijdrijden zowel bij de junioren als bij de elite. 
In 2001 werd hij Noors kampioen op de weg bij de elite.

## Palmares
1993
 Noors kampioen, junioren achtervolging baan
 Noors kampioen ploegentijdrijden , junioren samen met Ketil Bjelland  + Dag Erik Ysland  + Ib Jensen
1999
 Noors kampioen ploegentijdrijden , samen met Svein Gaute Hølestøl  + Frode Flesjå
2e algemeen klassement Ringerike GP
2001
 Noors kampioenschap elite weg